# Buxbaumia piperi
Buxbaumia piperi är en bladmossart som beskrevs av George Newton Best 1893. Buxbaumia piperi ingår i släktet sköldmossor, och familjen Buxbaumiaceae. Inga underarter finns listade i Catalogue of Life.